# Charles de Sartine
Charles-Louis-Antoine de Sartine, né le 27 octobre 1760 à Paris où il a été guillotiné le 29 prairial an II (17 juin 1794), est un maître des requêtes français.

## Biographie
Fils unique du lieutenant de police et ministre d’État Antoine de Sartine, Charles de Sartine avait épousé en septembre 1792 la fille du comte et de la comtesse de Sainte-Amaranthe, Émilie de Sainte-Amaranthe, à Rouen, où la famille s’était réfugiée quand on massacrait à Paris. Bien que mariée à Sartine, la jeune Émilie aimait en secret le chanteur Jean Elleviou. 
Au printemps 1793, Mme de Sartine se retira dans le château de Sucy-en-Brie que sa mère venait d’acquérir grâce aux fonds retirés du tripot « 50 » au Palais-Égalité. Charles de Sartine fut arrêté le 12 germinal an II, avec sa femme et la famille de Sainte-Amaranthe, et enfermé à Sainte-Pélagie sur la proposition et par les soins du Comité révolutionnaire de la Halle au blé. Deux mois après, sur l’insistance de Barère et son ami Vadier, président du Comité de sureté générale et contre la volonté de Robespierre, il fut compris, avec sa femme et sa belle-famille, dans le rapport d’Élie Lacoste sur le prétendu complot de l’étranger dont auraient été complices Mme de Sainte-Amaranthe et ses enfants. Malgré ses protestations et celles d’autres prévenus, ils furent amalgamés dans la grande fournée aveugle de cette prétendue conspiration de l’étranger.
Il fut envoyé à la guillotine avec sa belle-mère, son beau-frère, Louis de Sainte-Amaranthe, à peine âgé de seize ans et demi, ainsi que sa femme Émilie, âgée de dix-neuf ans. Cette dernière montra le plus grand courage et dit à ses juges : « Ne croyez pas me punir ! Je meurs avec ma mère et mon mari, je n’ai jamais rien fait ni dit contre mon pays ; mais j’aime mieux mourir, que de vivre au milieu de tigres tels que vous. ». 
Confondus avec des accusés d’attentats contre Robespierre et Collot d’Herbois, tous quatre durent marcher au supplice revêtus de la chemise rouge des assassins. Ils montrèrent beaucoup de courage face à la mort [réf. souhaitée] lors de leur exécution sur la place du Trône-Renversé.

## Sources
- Charles Read, Lucien Faucou, L'Intermédiaire des chercheurs et curieux, 1924, col. 265.